# اچ‌ام‌اس سالزبری (اف۳۲)
اچ‌ام‌اس سالزبری (اف۳۲) (به انگلیسی: HMS Salisbury (F32)) یک کشتی بود که طول آن ۳۴۰ فوت (۱۰۰ متر) بود. این کشتی در سال ۱۹۵۳ ساخته شد.